# Shi Nai´an

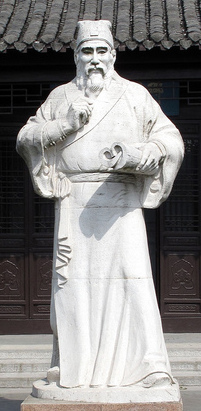
Shi Nai'an

Shi Nai'an (chinês: 施耐庵; pinyin: Shī Nài'ān, c. 1296-1372) foi um escritor chinês do Dinastia Yuan e do início da Dinastia Ming. Shuihu zhuan ou Margem da Água, um dos Quatro Grandes Romances Clássicos da Literatura da China, é tradicionalmente atribuído a ele. Há poucas fontes confiáveis sobre sua biografia, muito menos sobre sua atividade literária.

## Biografia
Pouco se sabe sobre Shi. Tradicionalmente, acreditava-se que ele era professor de Luo Guanzhong, o editor ou autor do Romance dos Três Reinos, outro dos Quatro Grandes Romances Clássicos. O recente acadêmico chinês Ge Liangyan escreve que pouco se sabe sobre Luo, e sobre Shi ainda menos. Os estudiosos do final da dinastia Ming e do início da dinastia Qing afirmaram que Shi viveu perto do final da dinastia Yuan e que ele era natural de Hangzhou, mas eles podem ter repetido uns aos outros ou citado as conjecturas que não endossavam. O acadêmico Lu Xun, do início do século XX, achava que o nomeShi Nai'an poderia ter sido inventado pelos compositores de uma edição posterior do romance. 
Logo após a Segunda Guerra Mundial, uma placa memorial com o nome de Shi foi encontrada no condado de Xinghua, Jiangsu, e no início da década de 1950 uma equipe de pesquisadores foi enviada para investigar. O investigador-chefe declarou: “Nem mesmo o menor vestígio de Shi Nai'an foi encontrado lá”. As evidências em uma genealogia familiar pareciam confirmar sua identidade, mas não está claro se a genealogia era autêntica. Ge Liangyan conclui que o debate sobre a existência de Shi “nunca levará a um fim conclusivo”. Ele acrescenta que, de qualquer forma, não poderemos determinar se Luo ou Shi, caso tenham existido, estiveram envolvidos na compilação de Shuihu zhuan.
O Prêmio Literário Shi Nai'an foi nomeado em sua homenagem.